# Чадрамска вас
Чадрамска вас (словен. Čadramska vas) је насељено место у општини Пољчане, Подравска регија, Словенија.

## Историја
До територијалне реорганизације у Словенији била је у саставу старе општине Словенска Бистрица.

## Становништво
У попису становништва из 2011. године, Чадрамска вас је имала 164 становника.
| Број становника према пописима | Број становника према пописима | Број становника према пописима |
| ------------------------------ | ------------------------------ | ------------------------------ |
| 1991                           | 2002                           | 2011                           |
| 138                            | 141                            | 164                            |

Напомена: Године 2017. извршена је мала размена територија између насеља Чадрамска вас, Лушечка вас, Пољчане, Сподња Брежница, Сподње Пољчане и Становско.